# エドゥアルド・ベルジン

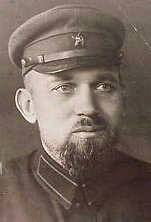
エドゥアルド・ベルジン

エドゥアルド・ペトロヴィッチ・ベルジン（ロシア語: Эдуард Петрович Берзин, ラトビア語: Eduards Bērziņš, 1893年 - 1938年）は、ソ連の軍人、チェキスト。強制収容所として悪名高い内務人民委員部「ダリストロイ」の管理者。師団主計官。ラトビア人。大粛清で自らも逮捕・銃殺された。

## 人物・経歴
リフリャント県ヴォリマル郡出身。1915年1月、第4ヴィゼム・ラトゥイシュ（ラトビア人）連隊の准尉、1917年、第4ラトゥイシュ狙撃連隊の将校。
1918年から共産党員。1920年3月、ラトゥイシュ狙撃師団補給部長。1920年11月、労農赤軍野戦本部登録局職員。1921年、ベルリンの絵画学校で高等教育を受ける。
1921年2月からチェーカー（ゲーペーウー、OGPU）特殊課職員。1931年1月、OGPUヴィシェル・セルロース製紙工場建設部長。1931年11月、企業合同体「ダリストロイ」の長となり、1935年、金の採掘計画の履行に対してレーニン勲章を授与される。
1937年11月29日に逮捕。1938年8月1日、ソ連最高裁判所軍事部会により死刑を言い渡され、銃殺。
1956年、名誉回復。